# Janko Šlebinger
Janko Šlebinger, slovenski bibliograf, urednik, leksikograf in literarni zgodovinar, * 19. oktober 1876, Ledinek, † 3. februar 1951, Gornja Radgona.
Šlebiger se je rodil na Ledinku pri Zgornji Ščavnici (Sv. Ana na Krembergu) kot deveti otrok malih kmetov Jožefa Šlebigerja in Ane Lorenčak. Po študiju slovenščine in nemščine je svojo poklicno pot začel kot profesor, šele kasneje se je kot že uveljavljen bibliograf zaposlil v državni biblioteki (kasneje NUK), katere direktor je bil v letih 1927–1946.

## Šolanje
Po osnovni šoli v Zgornji Ščavnici je obiskoval klasično gimnazijo v Mariboru (1890–1898). Po maturi je bil leto dni v bogoslovju, nato je študiral slavistiko in germanistiko na dunajski Univerzi. Študij je končal leta 1903 z doktoratom o Adamu Bohoriču. Leta 1903 je postal suplent na II. gimnaziji v Ljubljani, leta 1905 opravil profesorski izpit (slovenščina, nemščina).

## Delo
Kot srednješolski profesor je poučeval slovenščino in nemščino v Ljubljani (1903–1906), na gimnaziji Novo mesto (1906–1909) in zopet v Ljubljani, na državni višji realki (1909–1925). 19. decembra 1925 je nastopil bibliotekarsko službo v Državni biblioteki (od 1945 Narodna in univerzitetna knjižnica). V letih 1927–1946 je bil njen ravnatelj. Leta 1946 je bil izvoljen za dopisnega člana SAZU,od leta 1947 je živel na svojem posestvu v Gornji Radgoni.
Šlebingerjev odnos do knjige in bibliotekarskega dela se je oblikoval že v gimnazijskih letih, ko je kot gojenec mariborskega malega semenišča postal knjižničar zavodske knjižnice. Na univerzi ga je Franc Simončič (tudi kasnejši tast) odvrnil od misli na službo v dunajski dvorni knjižnici, kamor ga je vleklo srce. Tako se je šele kot 50-letnik zaposlil poklicno v biblioteki, ko je bil že priznan slovenski bibliograf; kot ravnatelj osrednje slovenske narodne knjižnice, ki je opravljala tudi funkcijo univerzitetne, se je zavedal njenih glavnih nalog. Knjižnica je pod njegovim vodstvom kljub stalnega pomanjkanja kreditov pridobila lepe slovenistične bibliofilske zbirke: I. Vrhovnika, F. Pokrajška, T. Zupana in razmeroma dobro dopolnjevala tudi strokovno bibliotekarsko literaturo. Pod Šlebingerjevim  vodstvom je Narodna in univerzitetna knjižnica 1941 dobila novo lastno poslopje,v  katero je leta 1942 preselil knjižni fond; po požaru leta 1944 je skrbel za obnovo velike čitalnice za nadomeščanje zgorelega dela knjig. S strokovnim znanjem je v letih 1981–1941 pomagal v knjižnici Gospodarskega naprednega društva za šentjakobski okraj v Ljubljani, študijski knjižnici v Mariboru, in Slovanski knjižnici v Pragi (pri dopolnjevanju njunega fonda).
V gimnazijskih časih je začel pesniti in dvakrat (1895, 1896) prejel Schillerjevo nagrado za slovensko pesem. Objavljal je arhivske vire in literarne korespondence.Pomembno je njegovo uredniško delo,napisal je veliko kratkih poročil, daljših ocen knjig,revij, umetniških razstav in drugih kulturnih dogodkov doma in po svetu, zlasti med vojno. Sodobno književnost je spremljal z ocenami predvsem v Ljubljanskem zvonu, katerega urednik je bil 1910–1916. Uredil je več knjig avtorjev: Hinka Dolenca, Antona Tomaža Linharta, Frana Maslja (COBISS). Z Izidorjem Cankarjem je sestavil Seznam  imen za slovenski biografski leksikon (1922) (COBISS), bil njegov sourednik (1.–3. zvezek, 1925–1928), pripravil članke za  okrog 200 oseb, napisal je veliko nekrologov (Antonu Medvedu, Ivanu Groharju, Josipu Vošnjaku, Antonu Aškercu, Antonu Kodru itd.). S posebno skrbnostjo je osvetljeval manj znane, zlasti vzhodno-štajerske in prekmurske pisce, učitelje, profesorje, založnike in tiskarje in biografijami slednjih postavil temelje starejši zgodovini slovenskega tiskarstva. Retrospektivno je obdelal slovensko časopisje do leta 1936. (COBISS) Pripravil je  priročnike za učenje nemščine: Nemščina brez učitelja I. in II. del (COBISS) ter Slovarček nemškega in slovenskega jezika (1913). (COBISS)
Literarnozgodovinsko je obravnaval slovensko književnost od 17. stoletja dalje: Prešeren med Slovani (1900), Dobrovsky in Slovenci (1904) (COBISS), Četrti zvezek Devovih »Pisanic« (1905), »Pisanice«, prvi slovenski pesniški almanah (1909) (COBISS), Janez Svetokriški (COBISS) Dr. Janez Mencinger (1912), Simon Gregorčič v prevodih (1916),  Iz literarnega življenja v Ljubljani leta 1840 (1934), Aškerčev prvi spor z lavantinskim ordinariatom (1935) itd.
Predvsem se je posvečal bibliografiji. Kot dunajski visokošolec se je po zaslugi Simončiča usmeril v bibliografijo, ki jo je začel s sodelovanjem pri osebni bibliografiji Vatroslava Oblaka. Leta 1903 je za Karlom Glaserjem prevzel sestavljanje tekoče splošne slovenske bibliografije v zbornikihSlovenske matice 1903–1907( vzorni letni pregled slovenskega časopisja, knjig in pomembnejših prispevkov iz časopisja in zbornikov v letih 1902–1906).  Objavljal je bibliografije kmetijskega tiska (1919–1938) in slovenskih humanističnih ved (jezikoslovje, literarna zgodovina, likovna umetnost, etnologija, zgodovina) ter osebne bibliografije (Vatroslav Oblak, Fran Levec, Ivan Cankar, Oton Župančič). Leta 1945 je uvedel med delovne naloge NUK letno Slovensko bibliografijo (1948) (COBISS).Med Šlebingerjevimi neizvršenimi načrti je ostala Prešernova bibliografija in splošna slovenska bibliografija za leta 1913–1945, ki ju je pripravljal za SAZU. Kot avtor, soavtor ali mentor je sodeloval pri skoraj vseh slovenskih bibliografskih delih v 1. polovici 20. stoletja.

## Priznanja

### Poimenovanja
Po njem je poimenovana osnovna šola v Gornji Radgoni.

## Izbrana bibliografija
- Janko Šlebinger. Slovenska bibliografija za l. 1902–1906. Ljubljana: Slovenska matica, 1903–1907. (COBISS)
- Janko Šlebinger. Slovenska bibliografija za l. 1907–1912. Ljubljana: Slovenska matica, 1913. (COBISS)
- Janko Šlebinger. Slovenska bibliografija za leto 1929. Ljubljana: Revija Slovenski tisk, 1930. (COBISS)
- Janko Šlebinger. Album slovenskih književnikov. Ljubljana: Tiskovna zadruga, 1928. (COBISS)
- Janko Šlebinger: Slovenska bibliografija: skripta po predavanjih na bibliotekarskem tečaju MP LRS od januarja do maja 1947. Ljubljana: Društvo bibliotekarjev Slovenije, 1947. (COBISS)